# Camilla Kerslake
Camilla Kerslake (Dulwich, 5 agosto 1988) è una cantante britannica.

## Biografia
Dopo il college Camilla Kerslake ha iniziato a seguire lezioni di canto, ma ha optato per quelle contemporanee in quante non poteva permettersi lezioni classiche. Nel 2008 è stata scelta come membro di un girl group ma è stata licenziata poco dopo, ritenuta troppo anziana alla sola età di vent'anni. Ha quindi iniziato ad esibirsi in pub e club e in un gruppo tributo agli ABBA, con lo scopo di accumulare soldi per pagarsi lezioni di canto classico. Nel 2009 è stata la prima artista a firmare per l'etichetta fondata da Gary Barlow, la Future Records. Il suo primo album in studio eponimo è stato pubblicato nel medesimo anno ed ha raggiunto la 50ª posizione della Official Albums Chart, venendo certificato disco d'argento in madrepatria. Ha regalato alla cantante una candidatura ai BRIT Classical Awards 2010. Il secondo disco Moments è uscito due anni più tardi e si è fermato alla numero 90 della classifica britannica.
Nel corso della sua carriera Kerslake si è esibita con artisti quali Russell Watson, The Priests, All Angels, Blake, Il Divo e Andrea Bocelli.

## Discografia

### Album in studio
- 2009 – Camilla Kerslake
- 2011 – Moments